# The Red Peri
The Red Peri är en science fiction-kortroman skriven av Stanley G. Weinbaum, ursprungligen publicerad i november 1935 i tidskriften Astounding Stories.

## Handling
Berättelsen utspelar sig på Pluto, och handlar om den kvinnliga rymdpiraten "Red Peri", som angriper den nederländska lastrymdfarkosten "Aardkin".

### Fotnoter
1. ↑  ”Planets of Peril” (på engelska). Forgotten Futures XI. 1 november 1935. http://www.forgottenfutures.com/game/ff11/html/ffxi.htm. Läst 24 september 2014.